# 4975 Dohmoto
4975 Dohmoto è un asteroide della fascia principale. Scoperto nel 1990, presenta un'orbita caratterizzata da un semiasse maggiore pari a 3,0826520 UA e da un'eccentricità di 0,2289465, inclinata di 14,98423° rispetto all'eclittica.